# Chính sách thị thực của Andorra
Chính phủ Andorra không có yêu cầu thị thực với du khách và chỉ yêu cầu hộ chiếu hoặc thẻ căn cước Liên minh Châu Âu để nhập cảnh. Tuy nhiên, vì quốc gia này chỉ có thể được tiếp cận qua các quốc gia khối Schengen là Tây Ban Nha hoặc Pháp, và do đó phải xin thị thực Khối Schengen. Vì Andorra không phải một phần của khối Schengen, cần phải có thị thực nhập cảnh nhiều lần để nhập cảnh lại khối Schengen khi rời Andorra. Người nước ngoài muốn ở lại Andorra hơn 90 ngày cần có thẻ cư trú.
Không có sân bay nào hang hãng hàng không nào trong Andorra, tuy nhiên sân trực thăng tại La Massana (sân trực thăng Camí), Arinsal và Escaldes-Engordany có dịch vụ trực thăng.